# 团风弧形虫
团风弧形虫（学名：Sphaeromyxa tuanfengensis）为弧形科弧形虫属的动物。在中国，分布于湖北等，营寄生生活，寄生在鲚的胆囊。